# Mitar Mrkela
Mitar Mrkela (Servisch: Митар Мркела) (Belgrado, 10 juli 1965) is een voormalig Servisch voetballer. Na zijn voetbalcarrière was hij enige tijd actief als politicus in zijn geboortestad Belgrado.

## Clubcarrière
De linksbuiten Mrkela maakte in 1981 op slechts 16-jarige leeftijd zijn debuut als profvoetballer voor OFK Belgrado. Hij was daarmee de jongste speler ooit in de Joegoslavische hoogste divisie. Vanaf 1983 speelde hij voor Rode Ster Belgrado. Via voetbalmakelaar Ranko Stojić verhuisde Mrkela in 1990 naar het Nederlandse FC Twente. In twee seizoenen speelde hij 61 wedstrijden in de eredivisie, waarin hij tien maal scoorde.
Toen zijn club na het seizoen 1991/1992 een toernooi speelde in Istanboel tekende Mrkela bij het Turkse Beşiktaş. Na een jaar keerde hij terug naar Nederland. Hij was op proef bij Ajax, maar verkaste uiteindelijk naar Cambuur. Twee jaar later verhuisde hij naar FK Spartak Subotica, waarna hij zijn carrière afsloot als zaalvoetballer bij het Amerikaanse St. Louis Ambush.

## Interlandcarrière
Op 17 november 1982 speelde hij zijn eerste interland voor Joegoslavië: een EK-kwalificatiewedstrijd tegen Bulgarije. Hij zou uiteindelijk tot vijf interlands komen voor het nationale team. Mrkela maakte tevens deel uit van het Joegoslavische olympische voetbalteam dat uitkwam op de Olympische Zomerspelen 1984. Zijn eerste en enige interlandtreffer maakte hij op woensdag 16 oktober 1985 in de vriendschappelijke uitwedstrijd tegen Oostenrijk (0-3) in Linz, waar hij vlak voor rust het tweede doelpunt voor zijn rekening nam.
| Interlands van Mitar Mrkela       | Interlands van Mitar Mrkela | Interlands van Mitar Mrkela | Interlands van Mitar Mrkela | Interlands van Mitar Mrkela | Interlands van Mitar Mrkela |
| №                                 | Datum                       | Wedstrijd                   | Uitslag                     | Competitie                  | Goals                       |
| Als speler van OFK Beograd        | Als speler van OFK Beograd  | Als speler van OFK Beograd  | Als speler van OFK Beograd  | Als speler van OFK Beograd  | Als speler van OFK Beograd  |
| --------------------------------- | --------------------------- | --------------------------- | --------------------------- | --------------------------- | --------------------------- |
| 1                                 | 17 november 1982            | Bulgarije – Joegoslavië     | 0 – 1                       | EK-kwalificatie             | 0                           |
| Als speler van Rode Ster Belgrado |                             |                             |                             |                             |                             |
| 2                                 | 1 juni 1985                 | Bulgarije – Joegoslavië     | 2 – 1                       | WK-kwalificatie             | 0                           |
| 3                                 | 16 oktober 1985             | Oostenrijk – Joegoslavië    | 0 – 3                       | Oefeninterland              | Goal                        |
| 4                                 | 30 april 1986               | Brazilië – Joegoslavië      | 4 – 2                       | Oefeninterland              | 0                           |
| 5                                 | 19 mei 1986                 | België – Joegoslavië        | 1 – 3                       | Oefeninterland              | 0                           |

## Politieke carrière
In 1996 keerde Mrkela terug naar Belgrado. Voor de Servische Vernieuwingsbeweging (SPO) was hij enige tijd wethouder van sportzaken in zijn geboortestad. Tegenwoordig is hij hoofd van de jeugdopleiding van Rode Ster Belgrado.

## Privé
Mrkela was van 1993 tot 2000 getrouwd met actrice Lidija Vukićević. Zijn zoon Andrej is ook voetballer.